# 男性色情演員

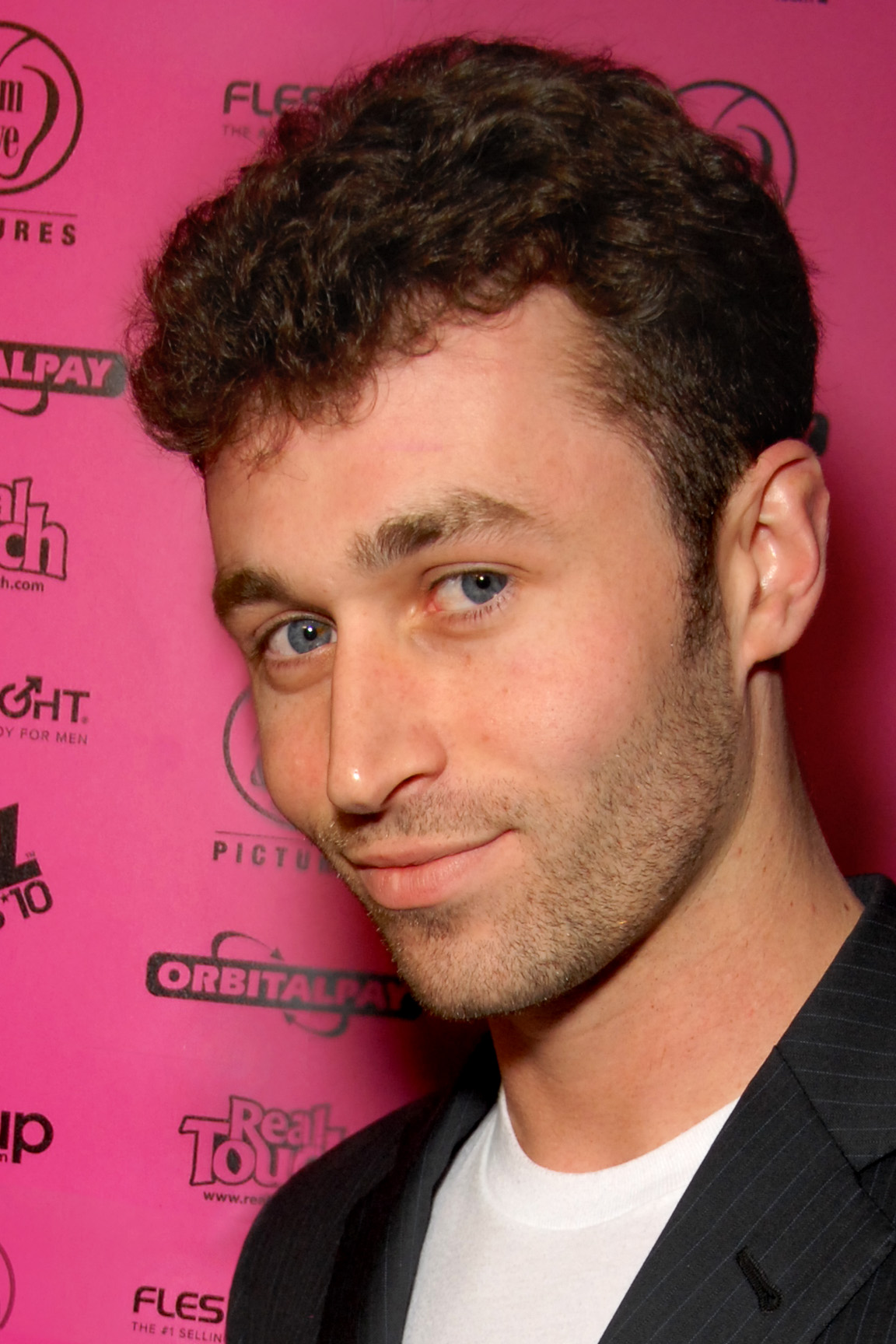
美國男性色情演員詹姆斯·迪恩

男性色情演員（英語：male porn actor），是指在表現裸體、性器官、性交的作品中表演的男演員。一般來說，他們演出的作品除了色情片之外，還有各種成人寫真集和电视节目等。与“男性色情演员”相对，女性的色情从业者则称之为“女性色情演员”。

## 概要

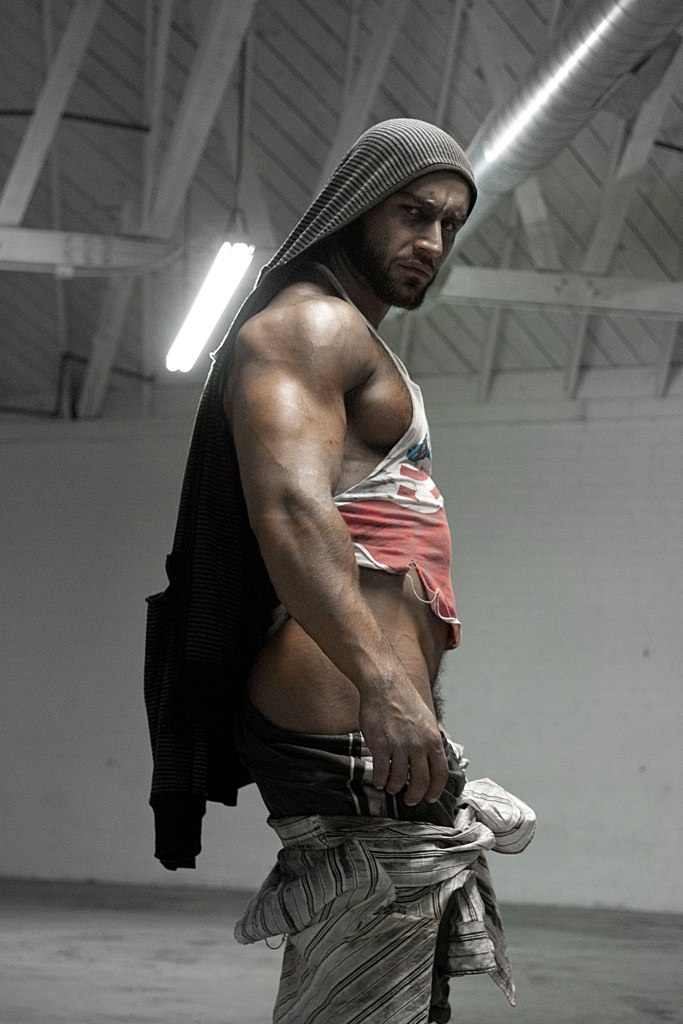
法國男男色情演員François Sagat

世界各地的男性色情演員的數量相对较少，因为大部分的色情片面向的观众为男异性恋者，这部分观众对男演员的外形要求不高，所以色情行业中曾经有较多其貌不揚、中年體態的男演员。
但随着世界各地女性的性观念越来越开放，色情片女性观众正在逐年增加，所以也有部分男演员以俊俏而且結實的青壯年少姿態進軍色情界，同時亦有從拍攝男男色情片出身的男男色情演員投身男女色情片拍攝。
即使如此，由於男性色情演員的薪酬相对来说要低于女性演员，而且長期工作有引起陽痿、腰痛、肝炎等危機，使願意投身這行業並且真正能夠在這行業中立足的新人不多。另外，部分男性色情演員会兼任當男妓以增加收入。

## 分類
- 專業演員：在向觀眾進行性行為表演的同時，也完整清晰地展示面部的男性主角演員。通常片酬較高。
- 業餘演員：配合專業色情演員完成性表演的男性配角演員，但在表演過程中會佩帶一些面部遮蓋物（如泳鏡、墨鏡、面罩等），或通過影片的後期處理製作（通常是「打碼」或一些小塊狀的靜態圖片）來遮蓋其面部或眼部，來保護其社會身份。通常片酬較低。
- 射精演員：是輔助性質的男性色情演員，在畫面需要大量精液時便會採用。在大多數的色情片中不露臉，只會做向女性色情演員射精和受女演員手淫和口交的部份，但偶爾也會有性交的演出。因為是臨時演員，片酬相比其他演員較低，甚至沒有片酬還需要自費車資等[1]。
- 受虐演員：是男性色情演員的一種，為性虐題材色情片被女性色情演員凌虐玩弄的對象，在以女性虐待男性為劇情主題的色情片中可以見到。該演員通常不需要高度的表演技術，而該類色情片的情節可能是男演員被高跟鞋踐踏陽具、被鞭打、滴蠟、被強姦、帶上頸箍，飲尿或吃大便。此類男演員的片酬通常不高，甚至沒有片酬。[2]